# مثبطات mTOR
مثبطات mTOR أو مثبطات هدف الثدييات من الراباميسين، هي صنف دوائي يعمل على تثبيط هدف الثدييات من الراباميسين؛ وهو كيناز بروتيني نوعي للسيرين/ الثريونين ينتمي إلى عائلة فوسفوينوسيتيد 3 كيناز المرتبطة بالكينازات. ينظم هذا الكيناز الأيض والنمو والتكاثر الخلوي من خلال عمليتي التشكيل والتأشير التي تعتمد على المركبين البروتينيين mTORC1 وmTORC2. يعتبر الراباميسين ومشابهاته من أكثر المثبطات المعروفة بعد وضوح فعاليتها في التجارب السريرية ضد أنواع مختلفة من الأورام.

## نبذة تاريخية
تم اكتشاف مثبطات mTOR قبل بضعة عقود خلال دراسة آلية عمل الراباميسين. اكتشف الأخير لأول مرة في عام 1975 في عينة ترابية من جزيرة إيستر التي تقع جنوب المحيط الهادئ والمعروفة أيضًا باسم رابا نوي؛ وهو الاسم الذي اشتق اسم الراباميسين منه. تنتج ميكروبات المتسلسلات القؤوبة الراباميسين الذي يصنف ضمن الماكروليدات ويمتلك بعض الخصائص المضادة للفطريات. اكتشفت خصائصه المثبطة للمناعة بعد وقت قصير من اكتشافه، وأدى ذلك لاحقًا إلى معاملته كمثبط للمناعة. وجد الباحثون في الثمانينيات أن الراباميسين يمتلك نشاط مضاد للسرطان. مع ذلك، بقيت آلية عمله الدقيقة مجهولة لعدة سنوات لاحقة.
حملت التسعينيات تغيير جذري في هذا المجال بسبب الدراسات التي أجريت على آلية عمل الراباميسين وتحديد هدفه. وجد الباحثون أن الرابامايسين يثبط التكاثر الخلوي وتطور دورة الخلية. تعتبر الأبحاث التي تدرس تثبيط هدف الثدييات من الراباميسين فرع علمي متنامي يحمل نتائج واعدة.

## تطوير مثبطات mTOR
درست العديد من الأبحاث الراباميسين ومشابهاته بهدف فهم وظائفهم الحيوية. لم تكن النتائج السريرية لاستهداف هذا المسار واضحة ومباشرة كما كان يعتقد في البداية، ولهذا غيرت تلك النتائج مسار البحث السريري في هذا المجال.
استخدم الراباميسين في البداية كمضاد فطري للمبيضة البيضاء والرشاشية الدخناء والمستخفية المورمة، ثم اكتشفت خصائصه المثبطة للمناعة بعد سنوات قليلة. ساهمت الدراسات اللاحقة في استخدم الراباميسين مع السيكلوسبورين أ في زراعة الأعضاء باعتباره مثبط رئيسي للمناعة، وقد أدت هذه المشاركة إلى انخفاض حالات رفض الكلى المزروعة. كذلك، سمحت مشاركة الراباميسين باستخدام جرعات أقل من السيكلوسبورين ما خفف من سميته الدوائية.
خضع الراباميسين لتقييم فرع العلاج التنموي التابع للمعهد الوطني للسرطان في ثمانينيات القرن الماضي. اكتشف حينها أنه عامل غير سام للخلايا ذو فعالية مثبطة للعديد من أنواع السرطان. ومع ذلك، لم يحظَ تطوير مثبطات mTOR لعلاج السرطان بالنجاح في ذلك الوقت بسبب خصائصها الدوائية السلبية. منذ ذلك الحين، أظهر الراباميسين أيضًا فعاليته في منع عودة تضيق الشريان التاجي وفي علاج الأمراض التنكسية العصبية.

## الجيل الأول من مثبطات mTOR
بدأ تطوير الراباميسين كعامل مضاد للسرطان مرة أخرى في التسعينيات مع اكتشاف التيمسيروليموس (CCI-779). فقد أبدى هذا الأخير -وهو مشتق جديد قابل للذوبان من الراباميسين- خصائص سمية مرغوب بها في الحيوانات. طور الباحثون من الرابامايسين مشتقات أخرى لعلاج السرطان. امتلكت تلك المشتقات خصائص دوائية أفضل وتأثيرات كابتة للمناعة أقل. درست أبحاث علاج السرطان فعالية مشابهات الراباميسين التالية: التيمسيروليموس (CCI-779) والإيفيروليموس (RAD001) والريدافوروليموس (AP-23573). امتلكت مشابهات الراباميسين تأثيرات علاجية مماثلة للراباميسين، ولكنها كانت أكثر قابلية للذوبان في الماء مع إمكانية إعطاءها عبر السبيل الفموي أو الوريدي. سجل المعهد الوطني للسرطان في عام 2012 أكثر من 200 تجربة سريرية تختبر النشاط المضاد للسرطان لمشابهات الراباميسين. استخدمت تلك المشابهات كعلاج وحيد أو كجزء من علاج مركب للعديد من أنواع السرطان.
أثبتت مشابهات الراباميسين -الجيل الأول من مثبطات mTOR- فعاليتها في مجموعة من النماذج قبل السريرية. ومع ذلك، اقتصر النجاح في التجارب السريرية على عدد قليل من السرطانات النادرة. أظهرت الدراسات الحيوانية والسريرية أن مشابهات الراباميسين هي في الأساس عوامل مثبطة للخلايا، وبالتالي تؤدي إلى إيقاف المرض لا إلى تراجعه. كان معدل الاستجابة في الأورام الصلبة متواضعًا حين استخدمت مشابهات الراباميسين لوحدها. لا تعتبر مشابهات الراباميسين كافية لتحقيق تأثيرات هامة مضادة للسرطان، خاصةً عند استخدامها لوحدها، وذلك بسبب التثبيط الجزئي لهدف الثدييات من الراباميسين.
تساهم حلقة التغذية الراجعة بين mTORC1 والبروتين كيناز ب (AKT) الخاص ببعض الخلايا السرطانية في الحد من نجاح مشابهات الراباميسين. يبدو أن التأثير التثبيطي الذي تمارسه مشابهات الراباميسين على mTORC1 غير كافي لكسر حلقة التغذية الراجعة السلبية التي تؤدي إلى فسفرة وتفعيل البروتين كيناز ب. أدت هذه العراقيل إلى تطوير الجيل الثاني من مثبطات mTOR.

## الراباميسين ومشابهاته
يعد الراباميسين ومشابهاته مثبطات جزيئية صغيرة خضعت للدراسة باعتبارها عوامل مضادة للسرطان. تتمتع مشابهات الراباميسين بحركية دوائية أفضل مقارنةً بالراباميسين -الدواء الأصلي- على الرغم من تشابه مواقع ارتباط mTOR وFKBP12.

### السيروليموس
استخدم المنتج البكتيري الطبيعي الذي يسمى بالراباميسين أو السيروليموس -في السابق- كمثبط خلوي إلى جانب الستيرويدات القشرية والسيكلوسبورين في المرضى الذين خضعوا لعمليات زرع الكلى بهدف الوقاية من رفضها في كل من الولايات المتحدة وأوروبا، ولكنه امتلك خصائص دوائية غير مرضية. وافقت إدارة الغذاء والدواء الأمريكية في عام 2003 على استخدام الدعامات التاجية المطلقة للسيروليموس لدى مرضى تضيق الشرايين التاجية -أو ما يسمى بالتصلب العصيدي.
أظهر الراباميسين مؤخرًا فعاليته في تثبيط نمو العديد من السرطانات البشرية والسلالات الخلوية لدى الفئران. يعتبر الراباميسين المثبط الرئيسي لهدف الثدييات من الراباميسين، ويستخدم كل من الديفوروليموس (AP23573) والإيفيروليموس (RAD001) والتيمسيروليموس (CCI-779) باعتبارهم المشابهات الحديثة للراباميسين.

### التيمسيروليموس
يعتبر نظير الراباميسين التيمسيروليموس (CCI-779) عامل غير سام للخلايا يعمل على تأخير تكاثر الورم.
يشكل التيمسيروليموس الدواء الأولي للراباميسين، وقد وافقت إدارة الغذاء والدواء الأمريكية ووكالة الأدوية الأوروبية على استخدامه في علاج سرطانة الخلية الكلوية. يذوب التيمسيروليموس في الماء بشكل أفضل من الراباميسين، ولهذا يمكن إعطاؤه عبر السبيل الوريدي. وافقت إدارة الغذاء والدواء الأمريكية في 30 مايو 2007 على استخدامه في علاج المراحل المتقدمة من سرطانة الخلية الكلوية.
استخدم التيمسيروليموس بالمشاركة مع النيراتينيب في المرحلة الأولى من التجارب السريرية لعلاج السرطان. يصنف النيراتينيب –وهو جزيء صغير- ضمن مثبطات كيناز التيروزين غير العكوسة لجميع مستقبلات عامل نمو البشرة. ضمت هذه الدراسة مرضى سرطان الثدي المعزز لمستقبلات عامل نمو البشرة 2 وسرطان الرئة غير صغير الخلايا الطافر بمستقبلات عامل نمو البشرة 2 وأورام صلبة أخرى متقدمة. وجدت الدراسة أن استخدامهما قاد لبعض الاستجابة. مع ذلك، تضمنت الآثار الجانبية السلبية الشائعة الغثيان والتهاب المعدة وفقر الدم.

### الإيفروليموس
يعد الإيفيروليموس ثاني أحدث مشابه للراباميسين، ويعتبر أكثر انتقائية للمركب البروتيني mTORC1 مع تأثير ضئيل على مركب mTORC2 مقارنةً بالراباميسين. يعمل تثبيط الإيفيروليموس للمركب mTORC1 على جعل الأوعية الدموية الورمية طبيعية وعلى زيادة الخلايا اللمفاوية المرتشحة بالورم وعلى تحسين نتائج العلاج بنقل الخلايا بالتبني.
وافقت إدارة الغذاء والدواء الأمريكية من 30 مارس 2009 وحتى 5 مايو 2011 على استخدام الإيفيروليموس في علاج سرطانات الخلية الكلوية المتقدمة -بعد فشل استخدام السونيتينيب أو السورافينيب- والأورام النجمية تحت البطانية ذات الخلايا العملاقة -المرتبطة بالتصلب الحدبي- والأورام العصبية الصماوية البنكرياسية المتقدمة. وفي شهري يوليو وأغسطس من عام 2012، حاز الإيفيروليموس على الموافقة لاستخدامه في علاج الأطفال والبالغين المصابين بالأورام النجمية تحت البطانية ذات الخلايا العملاقة وفي علاج سرطان الثدي المتقدم إيجابي المستقبلات الهرمونية وسلبي HER2 بالمشاركة مع الإكسيميستان. حصل الإيفيروليموس في عامي 2009 و2011 على الموافقة لاستخدامه في جميع أنحاء الاتحاد الأوروبي في علاج سرطان الثدي المتقدم والأورام العصبية الصماوية البنكرياسية وسرطانات الخلية الكلوية المتقدمة والأورام النجمية تحت البطانية ذات الخلايا العملاقة لدى مرضى التصلب الحدبي.